# Adrien de Jussieu
Adrien Laurent Henri de Jussieu (ur. 23 grudnia 1797  w Paryżu, zm.  29 czerwca 1853, tamże) – botanik francuski.

## Życiorys
Pochodzi z rodziny de Jussieu, francuskich pionierów botaniki z XVIII i XIX wieku, będąc jej ostatnim męskim przedstawicielem. Syn Antoine Laurenta i Thérèse Adrienne z domu du Boisneuf. Był zaocznym uczniem Lycée Napoléon/Collège royal Henri-IV (Lycée Henri-IV). Pracę doktorską z zakresu fitoterapeutycznego wykorzystania roślin wilczomleczowatych (De Euphorbiacearum generibus medicisque earundem viribus tentamen) obronił na wydziale medycznym (Faculté de Paris) Uniwersytetu Francji i opublikował w 1824. W tym roku został członkiem Niemieckiej Akademii Przyrodników Leopoldina. W 1826 objął katedrę botaniki, czyli został profesorem, w królewskim ogrodzie botanicznym przy Muzeum Historii Naturalnej w Paryżu (Jardin des plantes, wówczas Jardin du Roi), zastępując na tym stanowisku ojca. W 1831 został członkiem Francuskiej Akademii Nauk. W 1853 został jej przewodniczącym. W 1850 został zagranicznym członkiem honorowym Amerykańskiej Akademii Sztuk i Nauk. 
Napisał kilka monografii botanicznych, w których opisy rodzin roślin rozszerzał o informacje z zakresu anatomii, łącznie z embriogenezą. W swoich pracach kontynuował dzieło swojego ojca i jego stryja w zakresie teorii taksonomii roślin. Zredagował również pośmierte wydanie „Introductio in historiam plantarum” autorstwa ojca. Jego podręcznik „Botanique. Cours élémentaire d'histoire naturelle à l'usage des collège” miał kilkanaście wydań. Był jednym z trzech podręczników przyrodoznawstwa zatwierdzonych przez francuskie autorytety naukowe do stosowania w szkołach. W 1849 został przetłumaczony na język polski przez Chałubińskiego pod tytułem „Wykład początków botaniki” i ta wersja uchodziła wówczas za najnowocześniejszy, a przez kolejną połowę XIX wieku za najważniejszy polskojęzyczny podręcznik botaniki. W systemie International Plant Names Index opisane przez niego gatunki są oznaczane skrótem A.Juss. W 2021 w bazie tego systemu znajdowało się 1070 taksonów, których był autorem nazwy. Współpracując z Adolphem Brongniartem rozbudował kolekcję ogrodu botanicznego. Jego księgozbiór został po jego śmierci wystawiony na aukcję. 
Żonaty z Madeleine Antoinette Adèle Émilie de Jussieu. Miał siostrę Antoinette Thérèse Amélie i dwie córki. Jako jego przyjaciele wymieniani są m.in. Adolphe Brongniart, Prosper Mérimée, Stendhal i Victor Jacquemont. Pochowano go na Cmentarz Montparnasse.
Na jego cześć już w 1825 Charles Gaudichaud-Beaupré nazwał nowo odkryty rodzaj rośliny z rodziny wilczomleczowatych Adriana.